# Régiment (République de Venise)
Pour les articles homonymes, voir Régiment (homonymie).
Dans le système de l'ancienne république de Venise, les régiments étaient les circonscriptions territoriales de base qui composaient les possessions vénitiennes. Le nom dérive du fait que dans ces territoires, Venise envoyait pour « régir » l’administration ses propres magistrats, que l'on désignait précisément sous le terme générique de recteurs ou représentants, parce qu'ils représentaient dans la cité dominée le pouvoir de la Dominante.

## Structure et organisation
Généralement, un régiment voyait le jour par un acte formel de dédition, c'est-à-dire par un traité passé entre Venise et la cité assujettie, par lequel cette dernière, plus ou moins contrainte, acceptait de « se donner » à la Sérénissime, reconnaissant la souveraineté du doge. En échange, Venise, devenue par là-même cité dominante, reconnaissait à la dominée le maintien général des structures pré-vénitiennes, la laissant donc pour l'essentiel au pouvoir de la classe dirigeante locale. Le signe du changement de régime était toutefois l'établissement de recteurs nommés par le Maggior Consiglio, qui se superposaient à la structure administrative locale.

### Les recteurs
Le titre et le nombre des recteurs envoyé dans un régiment, ainsi que la durée de leur charge pouvaient grandement varier d'une localité à l'autre. Cela dépendait en effet de diverses considérations comme la taille du lieu, son importance stratégique, militaire et économique, le type de structures que lesquelles le pouvoir vénitien venait se greffer, ainsi que le type de fonction que les magistrats seraient amenés à occuper dans le régiment.
De même, les titres assignés aux recteurs se sont révélés plutôt variés. Il y eut en effet :
- capitaine, utilisé pour désigner un gouverneur militaire, souvent flanqué d'un civil ;
- châtelain, utilisé dans le cas d'un gouverneur militaire et civil d'un château ou d'une forteresse ;
- comte, utilisé pour désigner le gouverneur d'un territoire régi par le droit féodal ;
- duc, utilisé uniquement dans le cas du duché de Candie, organisé sur le modèle de la mère patrie et où le duc occupait des fonctions analogues à celles du doge de Venise ;
- lieutenant, utilisé uniquement pour le patriarcat d'Aquilée et le royaume de Chypre pour indiquer que le magistrat vénitien agissait en tant que lieutenant du Doge dans un pays précédemment régi par une monarchie ;
- podestat, utilisé pour désigner le gouverneur civil d'une cité ou d'un gros bourg, souvent conjointement avec un conseil municipal local ;
- provéditeur, utilisé pour désigner un magistrat d'envergure régionale, doté d'importantes fonctions de commandement militaire et civil ;
- provéditeur général, utilisé pour désigner un magistrat souverain de grande importance, supérieur aux recteurs et aux provéditeurs ;
- Recteur, titre générique utilisé pour désigner le magistrat chargé d'un régiment ;
- trésorier, rare, utilisé utilisé pour désigner un magistrat payeur ou percepteur.

Le pouvoir des recteurs et leurs rapports avec les organes représentatifs locaux était réglé par des chapitres, c'est-à-dire par les articles du traité de dédition et par leurs modifications successives, et par les commissions, c'est-à-dire les droits et obligations, ordinaires ou spéciales, que leur assignait le gouvernement vénitien au moment de la nomination. Les représentants locaux pouvaient avoir recours à Venise pour modifier les chapitres ou en appel contre les décisions des recteurs. Cependant, la loi interdisait aux conseils municipaux de s'adresser à la Dominante sans le consentement préalable du recteur adéquat, de sorte que les plaintes éventuelles ne pouvaient être déposées qu'à l'échéance du mandat du recteur et seulement si son successeur en reconnaissait les motivations valides. Les droits et obligations des recteurs étaient définis par une commission spéciale, dite Commission des correcteurs des égiments (ou parfois régulateurs des régiments).
Le refus de la part d'un patricien vénitien d'une affectation à un régiment entraînait la déchéance de toutes les charges publiques et le paiement d'une lourde amende à l'Ærarium.
À partir de 1250, chaque recteur, à son retour à Venise au terme de son mandat, était tenu de présenter au Sénat un rapport sur l'état de la province qu'il avait administrée et sur les actions de son gouvernement. Cette obligation fut ensuite renouvelée et amplifiée par le décret du 15 novembre 1524.

### Les camerlingues des régiments
Dans tous les régiments de république de Venise, on trouvait également des camerlingues, responsables de la chambre fiscale locale, c'est-à-dire de la trésorerie chargée de l'encaissement et de la concession des droits régaliens, c'est-à-dire des droits souverains dus à la République au nom de la souveraineté du doge. Ces fonctionnaires dépendaient à Venise de la magistrature des provéditeurs des chambres pour la vérification comptable et des camerlingues du Commun, pour le paiement physique.
Dans les régiments de Terre ferme, en plus des droits sur les mines, les bois, les réserves de chasse, etc., Venise percevait :
- la tansa, impôt personnel sur l'industrie ;
- le campatico, impôt sur la propriété foncière ;
- la dadia et la taille, impôts s'appliquant, pour la première, à toutes les terres comprises entre Venise et le Mincio, et pour la seconde, aux terres au-delà du Mincio ;
- le subside ordinaire, impôt sur les propriétés immobilières dont étaient exemptés les Vénitiens et les ecclésiastiques ;
- la taxe sur les gents d'armes et la taxe sur la banque ou le logement de cavalerie, dont étaient exemptés les Vénitiens ;
- les taxes de mandat dominii, prélèvements extraordinaires pour la construction et l'entretien des forteresses, des digues, etc.